# Laura Omloop
Laura Omloop (Lier, 18 mei 1999) is een Belgische popzangeres die voor het eerst op de voorgrond trad in 2009 tijdens de preselecties van Junior Eurosong op Ketnet.

## Biografie
Omloop vertegenwoordigde België op 21 november op het Junior Eurovisiesongfestival 2009 in Kiev. Ze was als tienjarige daar de jongste deelnemer. Met haar liedje Zo verliefd werd ze vierde, in een editie waar Nederland de eerste plaats haalde. Voor de eerste keer in de geschiedenis waren de stemmen van de vroegere Oostbloklanden minder gegroepeerd. Ze behaalde 113 punten en had lange tijd uitzicht op een overwinning. Ze kreeg vier keer het maximumaantal punten, wat geen enkele andere deelnemer haar nadeed. Haar inzending Zo verliefd werd een hit in Vlaanderen en Laura werd bekend als het 'jodelmeisje'.
Na het Junior Eurovisiesongfestival 2009 deed Omloop samen met nog elf andere kinderen, van wie de meesten ook hadden deelgenomen aan een editie van Junior Eurovisiesongfestival, mee aan de derde editie van Ketnetpop. Ze zat in de vakjury bij Junior Eurosong 2010, en was als titelverdedigster voorzitter van deze jury, tevens las zij de puntentoekenning van België voor.
In 2010 zong Omloop de titelsong in van de Nederlandstalige versie van het kinderprogramma YooHoo & Friends.
Laura Omloop tekende een contract bij platenlabel EMI en bracht drie jaar op rij succesvolle Nederlandstalige kidspop-albums uit. Met Verliefd (2010), Wereld In Kleuren (2011) en Klaar Voor (2012) werd ze een populaire jonge zangeres in Vlaanderen en ook Nederland. In 2010 won Omloop bij VRT-radiozender Radio 2 de prijs voor "Beste Radio 2 Zomerhit Kidspop". Ze is tevens een van de genomineerden van de MIA's 2010, in de nieuwe categorie "Beste Kidspop".
In november 2014 verscheen haar album Meer via het platenlabel Warner Music Benelux. Het album is geproduceerd door Jeroen Swinnen (o.a. bekend van DAAN, Novastar, Superdiesel, Kato, Tom Dice en Free Souffriau).
In 2017 bestond Ketnet 20 jaar. Om dit feest te vieren organiseerden Ketnet en Studio 100 het eenmalige evenement Throwback Thursday in het 'Sportpladijs' waarop Laura Omloop optrad samen met Tonya, Thor! en Jonas van X!NK.

## Discografie

### Albums
| Album met hitnotering(en) in de Vlaamse Ultratop 200 albums | Datum van verschijnen | Datum van binnenkomst | Hoogste positie | Aantal weken | Opmerkingen         |
| ----------------------------------------------------------- | --------------------- | --------------------- | --------------- | ------------ | ------------------- |
| Verliefd                                                    | 29-10-2010            | 06-11-2010            | 7               | 21           | als Laura / Platina |
| Wereld vol kleuren                                          | 28-10-2011            | 05-11-2011            | 12              | 28           | Platina             |
| Klaar voor!                                                 | 26-10-2012            | 03-11-2012            | 26              | 24           |                     |
| Meer                                                        | 16-11-2014            | 22-11-2014            | 13              | 30           |                     |

### Singles
| Single met hitnotering(en) in de Vlaamse Ultratop 50 | Datum van verschijnen | Datum van binnenkomst | Hoogste positie | Aantal weken | Opmerkingen          |
| ---------------------------------------------------- | --------------------- | --------------------- | --------------- | ------------ | -------------------- |
| Zo verliefd (Yodelo)                                 | 16-10-2009            | 03-10-2009            | 3               | 15           | als Laura            |
| Wereld vol kleuren                                   | 17-10-2011            | 29-10-2011            | tip63           | -            |                      |
| Zijn we alleen                                       | 27-02-2012            | 10-03-2012            | tip58           | -            | met Stan Van Samang  |
| Meer                                                 | 11-10-2014            | 18-10-2014            | tip3            | -            | Nr. 1 Vlaamse top 50 |
| Zo zonder jou                                        | 19-01-2015            | 07-02-2015            | tip33           | -            | met Monsif           |
| Sorry                                                | 18-05-2015            | 30-05-2015            | tip25           | -            |                      |

## Tracklist albums

### Verliefd (2010)
- Zo verliefd (Yodelo)
- Stapel gek op jou
- Lekker shaken
- Rond de wereld
- Ik mis je zo papa
- Te laat
- Shout
- Liefdesliedjes
- Dolly Parton & Johnny Cash
- Kiss kiss
- Logeren bij oma
- Cowboymeisje

### Wereld vol kleuren (2011)
- Wereld vol kleuren
- Vrienden voor het leven BFF
- Nu is het gedaan
- Toon me je hand
- Jolie fille
- Feestje bouwen
- Zijn we alleen ? met Stan Van Samang
- Ik voel me goed
- Mijn vriendinnen
- Helemaal gek
- Happy birthday
- Ik leef

### Klaar Voor! (2012)
- De goednieuwsshow
- Klaar voor
- O o o oho
- Aanbeland
- Tijdbom (tik tak)
- Laat me vrij
- Michelle
- Nummer 1
- Met een droom
- Mijnenveld
- Zwaartekracht
- Awapabeloeba

### Meer (2014)
- Meer
- Zo Zonder Jou ft. Monsif
- Sorry
- Magie
- Smoorverliefd
- Kleine Maud
- Waar Ben Jij
- Tijgerkat
- OMG
- Judge Me
- Try

2003: X!NK · 
2004: Free Spirits · 
2005: Lindsay · 
2006: Thor! · 
2007: Trust · 
2008: Oliver · 
2009: Laura · 
2010: Jill & Lauren · 
2011: Femke · 
2012: Fabian
- International Standard Name Identifier: 0000 0003 9636 4580
- MusicBrainz: 4bf5475a-bcf9-4e71-b01f-7c691829e061
- Nederlandse Thesaurus van Auteursnamen: 398081867
- Virtual International Authority File: 1220147270588635700005
- WorldCat: E39PBJq73pYdqpKBxkYhvW4Xh3